# 伏見宮邦頼親王
伏見宮邦頼親王（ふしみのみや くによりしんのう）は、江戸時代の皇族。世襲親王家の伏見宮第18代当主。伏見宮貞建親王第2王子。幼称ははじめ孝宮、後に堯宮と改める。旧皇族11宮家全ての最近共通祖先である伏見宮邦家親王の祖父であり、第119代天皇光格天皇  (第122代明治天皇の曽祖父) の三従兄にあたる。

## 経歴
寛保2年（1742年）勧修寺に入り、勧修寺宮尊孝入道親王の附弟となる。延享2年（1745年）11月勧修寺を相続。同年12月桜町天皇の猶子となり、延享3年（1746年）5月親王宣下。初名は徳明（のりあきら）。勧修寺に入寺得度しを寛宝入道親王名乗る。延享5年（1748年）東大寺別当。
安永3年（1774年）6月に伏見宮貞行親王が薨去し、伏見宮家が空主となったため、同年11月13日後桃園天皇の勅命により還俗し宮家を相続、名を邦頼と賜り改めて親王宣下を蒙る。安永4年（1775年）2月元服し、兵部卿に任ぜられる。安永7年（1778年）12月二品に叙せられる。ところが、安永8年（1779年）に後桃園天皇が男子を残さずに崩御すると、邦頼親王が天皇を毒殺したとする風説が流れ、京都所司代や後桜町上皇までがその詮議に乗り出す騒ぎになったが、間もなくその無実が判明する。天明7年（1787年）鷹司輔平の女・達子と結婚する。天明8年（1788年）京都を焼き尽くした天明の大火で宮邸を焼亡する憂き目にあった。享和2年（1802年）9月7日一品に叙せられるが、翌9月8日薨去。70歳。

## 子女
- 第一王子：貞敬親王（嘉禰宮、1776-1840） - 19代伏見宮
- 第二王子：公澄入道親王（佳宮、1776-1828）-9代輪王寺宮門跡
- 第一王女：某女王（利宮、1777-1779）
- 第二王女：某女王（鉉宮、1777-1778）
- 第三王女：某女王（艶宮、1778-1784）
- 第四王女：某女王（章宮、1783-1788）
- 第五王女：薫子女王（多哉宮、1784-1841）
- 第三王子：某王（佐保宮、1786-1788）
- 第六王女：某女王（好宮、1791-1792）
- 第七王女：某女王（百宮、1792）
- 第八王女：某女王（繁宮、1793-1795）